# Ньюпорт (Орегон)
Ньюпорт (англ. Newport) — місто (англ. city) в США, в окрузі Лінкольн штату Орегон. Населення — 10 256 осіб (2020).

## Географія
Ньюпорт розташований за координатами 44°37′15″ пн. ш. 124°2′35″ зх. д. / 44.62083° пн. ш. 124.04306° зх. д. (44.620869, -124.043041).  За даними Бюро перепису населення США в 2010 році місто мало площу 27,43 км², з яких 23,44 км² — суходіл та 3,99 км² — водойми.

### Клімат
| Клімат : Ньюпорт                                                                         | Клімат : Ньюпорт | Клімат : Ньюпорт | Клімат : Ньюпорт | Клімат : Ньюпорт | Клімат : Ньюпорт | Клімат : Ньюпорт | Клімат : Ньюпорт | Клімат : Ньюпорт | Клімат : Ньюпорт | Клімат : Ньюпорт | Клімат : Ньюпорт | Клімат : Ньюпорт | Клімат : Ньюпорт |
| Показник                                                                                 | Січ.             | Лют.             | Бер.             | Квіт.            | Трав.            | Черв.            | Лип.             | Серп.            | Вер.             | Жовт.            | Лист.            | Груд.            | Рік              |
| Абсолютний максимум, °C                                                                  | 20,6             | 25,0             | 23,3             | 27,8             | 31,7             | 32,8             | 37,8             | 32,8             | 35,6             | 34,4             | 26,1             | 20,6             | 37,8             |
| Середній максимум, °C                                                                    | 10,0             | 11,1             | 12,2             | 13,3             | 15,0             | 16,7             | 17,8             | 18,3             | 18,3             | 16,1             | 12,8             | 10,6             | 14,4             |
| Середній мінімум, °C                                                                     | 3,3              | 3,9              | 4,4              | 5,0              | 7,2              | 9,4              | 10,0             | 10,6             | 9,4              | 7,8              | 5,6              | 3,9              | 6,7              |
| Абсолютний мінімум, °C                                                                   | −15,6            | −11,1            | −3,3             | −5               | 0,0              | 1,1              | 0,6              | 2,8              | 0,0              | −3,9             | −7,8             | −17,2            | −17,2            |
| Норма опадів, мм                                                                         | 270              | 206              | 209              | 125              | 89               | 68               | 25               | 32               | 67               | 138              | 276              | 299              | 1804             |
| ---------------------------------------------------------------------------------------- | ---------------- | ---------------- | ---------------- | ---------------- | ---------------- | ---------------- | ---------------- | ---------------- | ---------------- | ---------------- | ---------------- | ---------------- | ---------------- |
| Джерело: The Climate of Oregon (1961–90) and Western Regional Climate Center (1931–2005) |                  |                  |                  |                  |                  |                  |                  |                  |                  |                  |                  |                  |                  |

## Демографія
Згідно з переписом 2010 року, у місті мешкало 9989 осіб у 4354 домогосподарствах у складі 2479 родин. Густота населення становила 364 особи/км².  Було 5540 помешкань (202/км²).
Расовий склад населення:
| - 84,1 % — білих - 2,1 % — корінних американців - 1,6 % — азіатів - 0,6 % — чорних або афроамериканців - 0,2 % — вихідців з тихоокеанських островів - 7,5 % — осіб інших рас |

До двох чи більше рас належало 3,9 %. Частка іспаномовних становила 15,3 % від усіх жителів.
За віковим діапазоном населення розподілялося таким чином: 20,0 % — особи молодші 18 років, 61,1 % — особи у віці 18—64 років, 18,9 % — особи у віці 65 років та старші. Медіана віку мешканця становила 43,1 року. На 100 осіб жіночої статі у місті припадало 96,5 чоловіків;  на 100 жінок у віці від 18 років та старших — 93,9 чоловіків також старших 18 років.
Середній дохід на одне домашнє господарство  становив 54 696 доларів США (медіана — 37 452), а середній дохід на одну сім'ю — 67 785 доларів (медіана — 50 635). Медіана доходів становила 37 453 долари для чоловіків та 32 808 доларів для жінок. За межею бідності перебувало 18,8 % осіб, у тому числі 26,6 % дітей у віці до 18 років та 8,5 % осіб у віці 65 років та старших.
Цивільне працевлаштоване населення становило 4562 особи. Основні галузі зайнятості: мистецтво, розваги та відпочинок — 22,2 %, освіта, охорона здоров'я та соціальна допомога — 17,7 %, роздрібна торгівля — 10,6 %, науковці, спеціалісти, менеджери — 8,9 %.